# Amos E. Joel
Amos Edward Joel Junior (* 12. März 1918 in Philadelphia; † 25. Oktober 2008 in Maplewood, New Jersey) war ein US-amerikanischer Elektroingenieur.
Joel baute schon als Jugendlicher seine ersten Telefonnetzwerke. Er ging in der Bronx zur Schule und studierte Elektrotechnik am Massachusetts Institute of Technology mit dem Bachelorabschluss 1940 und dem Masterabschluss 1942. Er arbeitete dort am Analogrechner (Differential Analyzer) von Vannevar Bush und wurde bei Samuel H. Caldwell promoviert. Von 1940 bis zu seinem Ruhestand 1983 war er bei den Bell Laboratories. Zunächst arbeitete er mit Claude Shannon an kryptographischen Studien und Maschinen während des Zweiten Weltkriegs. Er leitete in den Bell Labs in den 1960er Jahren die Entwicklung elektronischer Schaltsysteme für Telefonnetzwerke. Das führte unter anderem zur Entwicklung des Number One Electronic Switching System (1ESS), eingeführt 1965, und dem Traffic Service Position System (TSPS), eingeführt 1969.
Er war auch ein Pionier des Mobiltelefons: ein Patent von ihm von 1972 ermöglichte das ununterbrochene Telefonieren bei Wechsel der Funkzelle.
1976 erhielt er die IEEE Alexander Graham Bell Medal, 1992 die IEEE Medal of Honor und 1989 den Kyoto-Preis. Er war Fellow der National Academy of Engineering (1981), der American Academy of Arts and Sciences (1993) und der IEEE. 1993 erhielt er die National Medal of Technology und 1981 die Stuart Ballantine Medal des Franklin Institute.